# The Edge of Glory
"The Edge of Glory" är en låt av den amerikanska artisten Lady Gaga. Låten släpptes som den tredje singeln ifrån studioalbumet Born This Way den 9 maj 2011.